# Джон Ріс-Девіс
Джон Ріс-Девіс  (англ. John Rhys-Davies; нар. 5 травня 1944) — британський актор, відомий завдяки ролям Саллаха у франшизі про Індіану Джонса і Ґімлі в трилогії Володар перснів. Ріс-Девіс також отримав три номінації на премію Гільдії кіноакторів з однією перемогою та номінацію на премію Прайм-тайм «Еммі».

## Біографія
Джон Ріс-Девіс народився 5 травня 1944 року у місті Амманфорд, Уельс, Велика Британія. Батько Ріс Девіс діяв за спеціальністю інженер-механік, мати Мері Маргаретт Філліс робила внесок у благополуччя всіх британців медсестрою. Своє дитинство Джон провів на Чорному континенті, тобто в Африці. Після школи сів на лави Університету Східної Англії, потім вступив до Королівської академії драматичного мистецтва в Лондоні. Після закінчення університету він рік передавав свої знання учителем коледжу. Потім починає служити в театрі та на телебаченні. Найвідоміші свої ролі зіграв у фільмах «Індіана Джонс: У пошуках втраченого ковчега» та «Індіана Джонс: Останній хрестовий похід» (Салла) і трилогії «Володар перснів» (гном на ім'я Ґімлі).
У 2018 році виступив на українському фестивалі популярної культури Comic Con Ukraine у Києві.

## Вибрана фільмографія
- 1980 — Сьоґун / Shogun
- 1981 — Індіана Джонс: У пошуках втраченого ковчега / Raiders of the Lost Ark
- 1982 — Віктор Вікторія / Victor Victoria
- 1984 — Найкраща помста / Best Revenge
- 1985 — Копальні царя Соломона / King Solomon's Mines
- 1986 — Той, хто йде у вогні / Firewalker
- 1987 — Іскри з очей / The Living Daylights
- 1988 — Музей воскових фігур / Waxwork
- 1989 — Індіана Джонс і останній хрестовий похід / Indiana Jones and the Last Crusade
- 1991 — Подорож честі / Kabuto
- 1992 — Загублений світ / The Lost World
- 1993 — Кіборг-поліцейський / Cyborg Cop
- 1995 — Вир світів / Sliders
- 1997 — Коти не танцюють / Cats Don't Dance
- 2001 — Володар перснів: Братерство персня / The Lord of the Rings: The Fellowship of the Ring
- 2002 — Володар перснів: Дві вежі / The Lord of the Rings: The Two Towers
- 2003 — Влад / Vlad
- 2003 — Небезпечні особини / Endangered Species
- 2003 — Володар перснів: Повернення короля / The Lord of the Rings: The Return of the King
- 2004 — 12 днів жаху / 12 Days of Terror
- 2004 — Жінка-мушкетер / La Femme Musketeer
- 2005 — Пожирач плоті / Chupacabra: Dark Seas
- 2005 — Гра їхнього життя / The Game of Their Lives
- 2007 — В ім'я короля: Історія облоги підземелля / In the Name of the King
- 2009 — Анаконда 3: Ціна експерименту / Anaconda 3: Offspring
- 2009 — Анаконда 4: Кривавий слід / Anacondas: Trail of Blood
- 2014 — Помилка часу / Time Lapse
- 2014 — Пророк / The Prophet
- 2015 — За маскою / Beyond the Mask
- 2016 — Хроніки Шаннари / The Shannara Chronicles
- 2018 — Аквамен / Aquaman
- 2019 — Долина Богів / Valley of the Gods
- 2023 — Індіана Джонс 5 / Indiana Jones and the Dial of Destiny
- 2025 — Рік та Морті / Rick and Morty